# Born to Raise Hell
«Born to Raise Hell» es una canción del grupo de heavy metal Motörhead, perteneciente a su álbum de 1993 Bastards, en el cual cuenta con la colaboración de Ice T y Whitfield Crane. El tema fue compuesto por Lemmy, y es parte de la banda sonora de la película Airheads. Ocupó la ubicación número 47 de la lista de sencillos del Reino Unido.

## Video
El video fue dirigido por Paul Rachman y en él muestra a Lemmy, Ice T, Whitfield Crane, Phil Campbell, Mikkey Dee y a Würzel entrar a un cine sin pagar y se ve claramente que la película que se exhibe es Airheads (y durante el video se ven muchas escenas de la película). Después que salen del cine siguen tocando afuera enfrentándose con la policía.

## Legado
- En una escena del film Airheads, los protagonistas preguntan a un mánager: «¿Quién ganaría en una pelea Lemmy o Dios?». El mánager contesta que Lemmy, luego le dicen que se equivocó y agregan: «Pregunta capciosa: Lemmy es Dios». Muchos fanes han adquirido de esa escena la frase "Lemmy es Dios". La escena en cuestión aparece al final del video de la canción.

- En el álbum en vivo del 2003 Live at Brixton Academy la canción fue interpretada con la colaboración de Whitfield Crane y Doro Pesch.

## Lista de canciones
| Sencillo en CD |                                                         |          |  |
| N.º            | Título                                                  | Duración |  |
| 1.             | «Born to Raise Hell» (Radio Edit)                       | 4:02     |  |
| 2.             | «Born to Raise Hell» (Versión del álbum)                | 4:56     |  |
| 3.             | «Born to Raise Hell» (Dust Brothers Live And Funky Mix) | 3:52     |  |

## Personal
- Guitarras - Wurzel and Phil Campbell
- Batería - Mikkey Dee
- Bajo y Voz - Lemmy
- Voces Invitadas - Ice T y Whitfield Crane